# ALL the SINGLES
『ALL the SINGLES』（オール・ザ・シングルス）は、2010年7月14日にgr8!recordsから発売されたORANGE RANGEの4thベスト・アルバム。

## 解説
- メジャーデビューシングル「キリキリマイ」から、21stシングル「瞳の先に」まで、gr8!recordsから発売された全シングルA面表題曲を収録したCD2枚組のベスト・アルバム。
- 収録されたシングル曲全てがオリジナルバージョンでの収録のため、アルバム初収録の曲もある。
- 通常盤の他に、全シングル曲を含むPV映像を完全収録したDVD1枚が同梱される初回限定盤も同時発売。

## 規格品番

### 初回限定盤
CD
- Disc 1：SRCL-7312
- Disc 2：SRCL-7313

DVD
- SRCL-7314

### 通常盤（CDのみ）
- Disc 1：SRCL-7315
- Disc 2：SRCL-7316

## 収録曲
- 全作詞・作曲・編曲：ORANGE RANGE

| #         | タイトル                                   | 作詞                      | 作曲                      | 時間  |
| --------- | ------------------------------------------ | ------------------------- | ------------------------- | ----- |
| 1.        | 「キリキリマイ」                           |                           |                           | 2:56  |
| 2.        | 「上海ハニー」                             |                           |                           | 2:55  |
| 3.        | 「ビバ★ロック」                            |                           |                           | 4:04  |
| 4.        | 「落陽」                                   |                           |                           | 4:27  |
| 5.        | 「ミチシルベ〜a road home〜」              |                           |                           | 5:13  |
| 6.        | 「ロコローション」(日本語詞：ORANGE RANGE) | Gerry Goffin・Carole King | Gerry Goffin・Carole King | 3:15  |
| 7.        | 「チェスト」                               |                           |                           | 2:12  |
| 8.        | 「花」                                     |                           |                           | 4:15  |
| 9.        | 「＊〜アスタリスク〜」                     |                           |                           | 4:14  |
| 10.       | 「ラヴ・パレード」                         |                           |                           | 5:56  |
| 合計時間: | 合計時間:                                  | 合計時間:                 | 合計時間:                 | 39:27 |

- 全作詞・作曲・編曲：ORANGE RANGE

| #         | タイトル                         | 作詞  | 作曲・編曲 | 時間 |
| --------- | -------------------------------- | ----- | ---------- | ---- |
| 1.        | 「お願い!セニョリータ」          |       |            | 3:45 |
| 2.        | 「キズナ」                       |       |            | 5:11 |
| 3.        | 「チャンピオーネ」               |       |            | 4:48 |
| 4.        | 「UN ROCK STAR」                 |       |            | 3:39 |
| 5.        | 「SAYONARA」                     |       |            | 6:07 |
| 6.        | 「イカSUMMER」                   |       |            | 3:58 |
| 7.        | 「イケナイ太陽」                 |       |            | 4:00 |
| 8.        | 「君station」                    |       |            | 5:01 |
| 9.        | 「O2」                           |       |            | 3:58 |
| 10.       | 「おしゃれ番長 feat.ソイソース」 |       |            | 3:06 |
| 11.       | 「瞳の先に」                     |       |            | 5:11 |
| 合計時間: | 合計時間:                        | 48:44 |            |      |

### 楽曲解説

#### Disc 1
1. キリキリマイ
1stシングル。
シングルバージョンは、アルバム初収録。
2. 上海ハニー
2ndシングル。
シングルバージョンは、アルバム初収録。
3. ビバ★ロック
3rdシングル。
シングルバージョンは、アルバム初収録。
4. 落陽
4thシングル。
シングルバージョンは、アルバム初収録。
5. ミチシルベ〜a road home〜
5thシングル。
6. ロコローション
6thシングル。
7. チェスト
7thシングル。
8. 花
8thシングル。
9. ＊〜アスタリスク〜
9thシングル。
10. ラヴ・パレード
10thシングル。

#### Disc 2
1. お願い!セニョリータ
11thシングル。
2. キズナ
12thシングル。
3. チャンピオーネ
13thシングル。
4. UN ROCK STAR
14thシングル。
5. SAYONARA
15thシングル。
6. イカSUMMER
16thシングル。
7. イケナイ太陽
17thシングル。
8. 君station
18thシングル。
シングルバージョンは、アルバム初収録。
9. O2
19thシングル。
10. おしゃれ番長 feat.ソイソース
20thシングル。
11. 瞳の先に
21stシングル。

### 初回限定盤DVD
PV集
1. キリキリマイ
2. 上海ハニー
3. ビバ★ロック
4. 落陽
5. ミチシルベ〜a road home〜
6. ZUNG ZUNG FUNKY MUSIC
7. ロコローション
8. チェスト
9. 花
10. *〜アスタリスク〜
11. ラヴ・パレード
12. お願い!セニョリータ（原宿大パニック!!篇）
13. お願い!セニョリータ（PV版 電車男篇）
14. お願い!セニョリータ（MONOCHRO RANGE篇）
15. キズナ
16. 以心電信 Takkyu Ishino Remix
音源は、リミックスアルバム『Squeezed』に収録されている。
17. チャンピオーネ
18. Walk on
19. UN ROCK STAR
20. SAYONARA
21. DANCE2 feat.ソイソース
22. イカSUMMER
23. イケナイ太陽
24. 君station
25. O2
26. シアワセネイロ
27. おしゃれ番長 feat.ソイソース 〜メンバー編〜
28. おしゃれ番長 feat.ソイソース 〜中華料理屋編〜
29. 瞳の先に
30. 鬼ゴロシ -LIVE ver.-
『LIVE ver.』となっているが、正式のPVである。音源は、6枚目のアルバム『world world world』に収録されている。